# Fisher-Price
Fisher-Price er et amerikansk selskab der producerer legetøj til spædbørn og børn. Det har hovedsæde i East Aurora i delstaten New York. Fisher-Price har siden 1993 været 100% ejet af den amerikanske koncern Mattel.

## Historie
Virksomheden blev grundlagt i 1930 af Herman Fisher, Irving Price og Helen Schelle.
I 1931 fik firmaet succes, efter at de tre stiftere havde præsenteret 16 stykker af deres trælegetøj på den store American International Toy Fair messe i New York. "Dr. Doodle" som var det første Fisher-Price produkt der blev solgt, er i god stand mange penge værd på alverdens antikmarkeder. I de tidlige 50'ere begyndte selskabet også at bruge plastic, og kombinere dette med træet. "Buzzy Bee" blev det første produkt som udelukkende var fremstillet i plastic.
"Play Family" produkterne (senere kendt som "Little People") som fik stor succes, begyndte Fisher-Price at producere i 1960. Medstifter Herman Fisher gik i en alder af 71 år på pension i 1969, og senere samme år blev firmaet købt af konglomeratet Quaker Oats.
Fisher-Price blev i 1991 gjort til et selvstændigt aktieselskab, og i november 1993 købte den amerikanske legetøjskoncern Mattel samtlige aktier i selskabet.